# Атер (приток Тюя)
Атер — река в России, протекает по Октябрьскому району Пермского края. Устье реки находится в 80 км от устья реки Тюй по левому берегу. Длина реки составляет 50 км, площадь водосборного бассейна — 308 км².
В 28 км от устья впадает левый приток Алмаз.
Населённые пункты:  посёлок Щучье Озеро, упразднённая деревня Александровка, Тюйное Озеро, село Алмаз, хутор Мельниковский, 

## Данные водного реестра
По данным государственного водного реестра России относится к Камскому бассейновому округу, водохозяйственный участок реки — Уфа от Нязепетровского гидроузла до Павловского гидроузла, без реки Ай, речной подбассейн реки — Белая. Речной бассейн реки — Кама.
Код объекта в государственном водном реестре — 10010201112111100022838.